# Districtul Na Yai Am
Na Yai Am (în thailandeză นายายอาม) este un district (Amphoe) din provincia Chanthaburi, Thailanda, cu o populație de 32.108 locuitori și o suprafață de 300,0 km².

## Componență
Districtul este subdivizat în 6 subdistricte (tambon), care sunt subdivizate în 67 de sate (muban).
| Nr. | Nume       | În thailandeză | Sate | Locuitori |  |
| --- | ---------- | -------------- | ---- | --------- |  |
| 1.  | Na Yai Am  | นายายอาม       | 15   | 9414      |  |
| 2.  | Wang Tanot | วังโตนด         | 10   | 3532      |  |
| 3.  | Krachae    | กระแจะ         | 11   | 4671      |  |
| 4.  | Sanam Chai | สนามไชย        | 8    | 4349      |  |
| 5.  | Chang Kham | ช้างข้าม         | 13   | 4739      |  |
| 6.  | Wang Mai   | วังใหม่          | 10   | 5403      |  |